# Yalchiksky (huyện)
Huyện Yalchiksky (tiếng Nga: ? райо́н) là một huyện hành chính tự quản (raion), của Chuvashia, Nga. Huyện có diện tích 567 km², dân số thời điểm ngày 1 tháng 1 năm 2000 là 25600 người. Trung tâm của huyện đóng ở Yal'chiki.